# ترخس رقيق
ترخس رقيق (الاسم العلمي:Trechus subtilis) هو نوع من الحشرات يتبع جنس الترخس من فصيلة الخنافس الأرضية.